# 리뷰 오브 모던 피직스
리뷰 오브 모던 피직스는 미국 물리학회에서 연간 4회 발간되는 학술 저널이다. 1929년에 창간되었으며 물리학 전 분야의 논문을 실고 있다. ISSN 번호는 0034-6861(서적), 1539-0756(온라인), 1538-4527(CD 롬)이다.

## 같이 보기
- 피지컬 리뷰